# ورمبن
ورمبن (به فرانسوی: Varambon) یک کمون در فرانسه است که در Canton of Pont-d'Ain واقع شده‌است.

## خصوصیات
ورمبن ۷٫۹۹ کیلومترمربع مساحت و ۵۳۶ نفر جمعیت دارد.